# 에자키 글리코
에자키 글리코(일본어: 江崎グリコ株式会社, 영어: Ezaki Glico Company, Limited)는 일본의 다국적 제과 회사로, 본사는 일본 오사카부 오사카시 니시요도가와구에 있다.
기업의 메시지는 "맛과 건강". 영어 표기는 당초 "GOOD TASTE AND GOOD HEALTH"였지만, 1992년 4월 부로 새 CI가 도입되면서 "A WHOLESOME LIFE IN THE BEST OF TASTE"으로 변경되었다.
1935년 에자키 글리코는 오사카시의 도톤보리에 거대한 상업 간판을 설치했다. 파란색 트랙 위를 달리는 남성의 모습을 나타내고 있으며, 글리코 만이라고 불린다. 네온간판은 월드컵을 축하, 한신 타이거즈를 응원하는 등의 이벤트를 위해서 가끔 바뀐다.

## 기업의 특징
초콜릿, 과자 , 껌, 아이스크림 등의 스낵류가 주된 상품이지만, 레토르트 식품(용기에 완전 조리되어 있어 데우기만 하면 먹을 수 있는 식품)도 많이 출시하고 있다. 또한 후발이지만, 카레 루 또는 타키코미 고항(고기·생선·야채 등을 넣어 지은 밥), 각종 첨가제 등 식품 사업도 실시하고 있다.
일본내에서 과자류의 경쟁 업체로는 메이지 제과, 롯데 제과, 모리나가 제과, 후지야, 부르봉 등이 있고, 식품류의 경쟁 업체에는 하우스 식품, 메이지 제과, S & B 식품 등을 들 수 있다.
그룹 내 자회사로는 글리코 영양 식품, 글리코 유업, 아이 크레오가 있다. 전체 그룹에서는 유아를 비롯해 모든 연령을 대상으로 한 식품(과자·식품·유제품·음료)을 취급하는 종합 식품 회사이다.

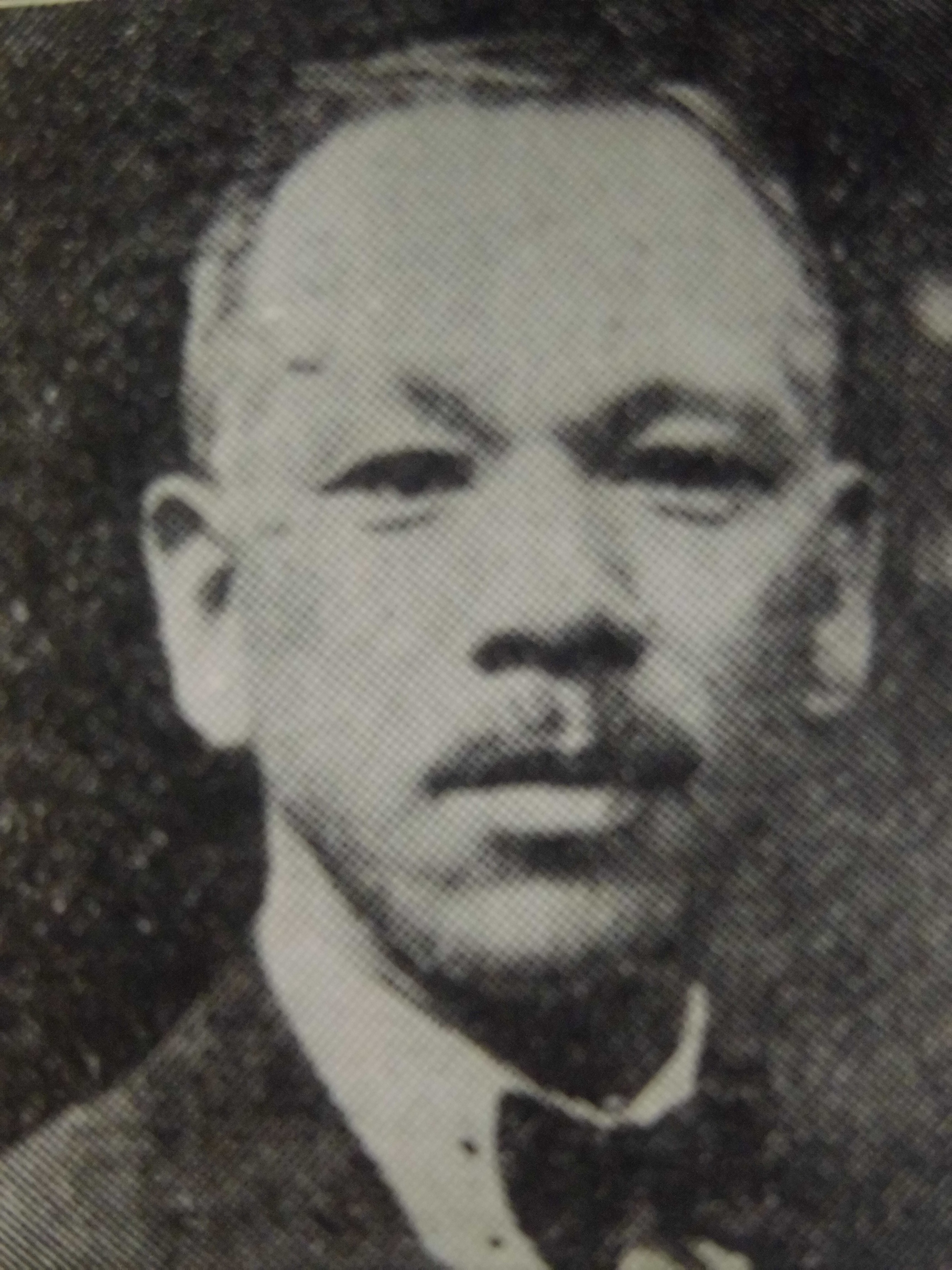
에자키 글리코의 창업자 '에자키 리이치'

## 창업의 계기
1919년 에자키 글리코의 창업자인 에자키 리이치가 굴을 넣고 우려 낸 국물에서 글리코겐을 채취하여 그것을 카라멜 속에 넣어 영양 과자 '글리코'를 제작했다. 1922년 2월 11일 오사카부에 위치한 미쓰코시 백화점에서 '글리코'를 출시한 것이 시작이다. 이후 '글리코'는 「한방울 300 미터」라는 캐치 카피가 붙여졌고, 에자키 리이치는 "아이들에게 양대의 즐거움을 주고 먹고 노는 것을 동시에 만족"이라는 생각에 따라 덤을 동봉한 것으로, 일본내에서 대히트 상품이 되었다.

## 연혁
- 1921년 - 에자키 리이치가 오사카시 니시구에 합명회사 에자키 상점을 설립.
- 1922년 2월 11일 - 글리코 발매. 이 날을 "에자키 글리코 창립 기념일"로 제정.
- 1927년 - 덤을 등봉한 글리코 발매. 일본 최초의 쇼쿠간.
- 1933년 - 효모 과자 "비스코" 발매.
- 1955년 - 아몬드 글리코 발매.
- 1956년 - 그룹 기업 글리코 영양 식품,글리코 유업 (현재의 글리코 유업) 설립.
- 1958년 - 아몬드 초콜릿 발매.
- 1960년 - 원터치 카레 발매.
- 1962년 - 본사 연구소를 개설.
- 1963년 글리코 콘 (현재의 자이언트 콘), 버터 프리츠 발매.
- 1966년 - 포키 발매.
- 1970년 - 태국에 현지 법인 "타이 글리코"를 설립.
- 1972년 3월 - 창립 50주년 기념 사업의 일환으로 "에자키 기념관"를 설립.
- 1978년 - 파납(아이스크림) 발매.
- 1982년 - 유럽 현지 법인 "제너럴 비스킷·글리코 프랑스" 설립. 유럽 버전의 포키 "MIKADO" 발매.
- 1984년 3월 - 글리코·모리나가 사건 발생.(이 사건으로 인해 엄청난 손실을 내며 반년 동안 상품이 매장에서 사라지고 텔레비전 광고(프로그램 제공 등)도 한동안 중단되었다. 같은 해 10월부터 글리코 제품의 포장 시스템이 현재의 것으로 변경되었다.)
- 1985년 - 세븐틴 아이슬란드의 자동 판매기에 의한 전개를 시작했다. 고급 아이스 "엑설런트 아이스크림" 발매.
- 1986년 - 생물 화학 연구소를 설립. 아이스 "아이스노미"와 레토르트 카레 "LEE" 발매.
- 1987년 - 키스민트(껌) 발매.
- 1988년 - 효고현 고베시에 공장 형 테마파크 "글리코피아 고베"를 오픈.
- 1989년 - DONBURI (현재의 DONBURI정) 시리즈 출시
- 1990년 4월 - 오사카·꽃의 만국 박람회에 "골든 파빌리온"출전.
- 1992년 4월 - 창업 70주년을 계기로 영문 로고를 현재의 타입으로 변경 (구: Glico'"→ 신: 필기체로 "'glico'").
- 1993년 - J 리그·시미즈 에스펄스의 공식 스폰서 계약.
- 1995년 1월 17일 - 한신·아와지 대지진 발생. 이 사건으로 오사카 본사와 오사카 공장, 글리코피아 고베가 피해를 입어 일부 폐쇄. 어른 카레 발매.
- 1996년 - 공식 홈페이지 개설.
- 1998년 7월 6일 - 오사카시 에비스바시의 글리코 거대한 네온 간판이 현재의 모습으로 설치.
- 1999년 - 11월 11일 을 "포키 & 프리츠의 날"로 제정.(이 날은 1999년(헤이세이 11년) "11년 11월 11일"을 기념하여 1자로 늘어선 막대 모양의 "포키"와 "프릿츠"에 비유해 제정 한 것으로, 일본 기념일 협회의 인증도 받았다.)
- 2001년 - 유아용 분유·음료 제조 판매하는 아이 크레오 주식회사가 글리코 그룹 자회사가 되었다.
- 2004년 - 카레 ZEPPIN 출시.
- 2006년 - 어른 글리코 발매.
- 2011년  1월 11일 - 관동 글리코 주식회사(사이타마현 기타모토시) 설립 .
- 2012년 4월 - 사이타마현 기타모토시에 관동 글리코의 과자 공장인 기타모토 공장 완성 조업이 개시.(관동 지역에서는 최대 규모이다.)

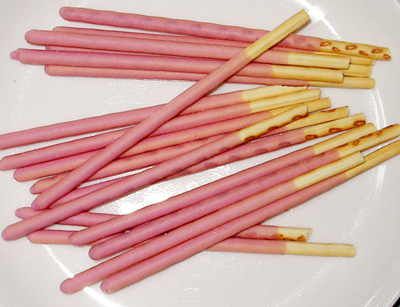
딸기맛 포키

## 주요 제품
| - 포키 - 프릿츠 - 카프리 외 - 글리코 - 아몬드 글리코 - 팝 캠 - 트윈 팝 - 썬더 펀치 외 - 아몬드 초콜릿 - 어른 글리코 - 아몬드 프레미오 - 마카다미아 프레미오 - 반호 텐 디아 카카오 - 반호 텐 프라임 가토 - 빠킷쯔 - 입안에 한입 초코 스낵 - 가치고리 - 포인트 - GABA - 뻬로티 - 뻬로탄 - 프렌드 초코 외 | - 콜론 - 비스코 - 키티랜드 - 프렌드 베이커리 - 샤루이? - 빤 킷슈 - 초코 와플 외 - 워터 링 키스 민트 - POs-Ca (포스-카) - 뽀스카무 (치과 용) 외 - 자이언트 콘 - 빠릿테 - 플로트 - 스카이 스퀘어 - 파납 - 보쿠죠 시보리 - 토로네제 - 캬데리누 - 생 초콜릿 공방 - 빠삐코 - 아이스노미 - 프레미 아쥬 - 마키테 외 |

## 글리코 그룹
- 아이 크레오 : 유아 용 분유, 산모 식사보충 식품 등의 제조 판매
- 글리코 햄 (전 글리코 영양 식품): 햄·소세지의 제조 판매
- 글리코 영양 식품: 전 글리코 영양 식품으로부터 식품 원료 부문을 분사화
- 글리코 유업 (전 글리코 유업): 우유, 음료 등의 제조 판매

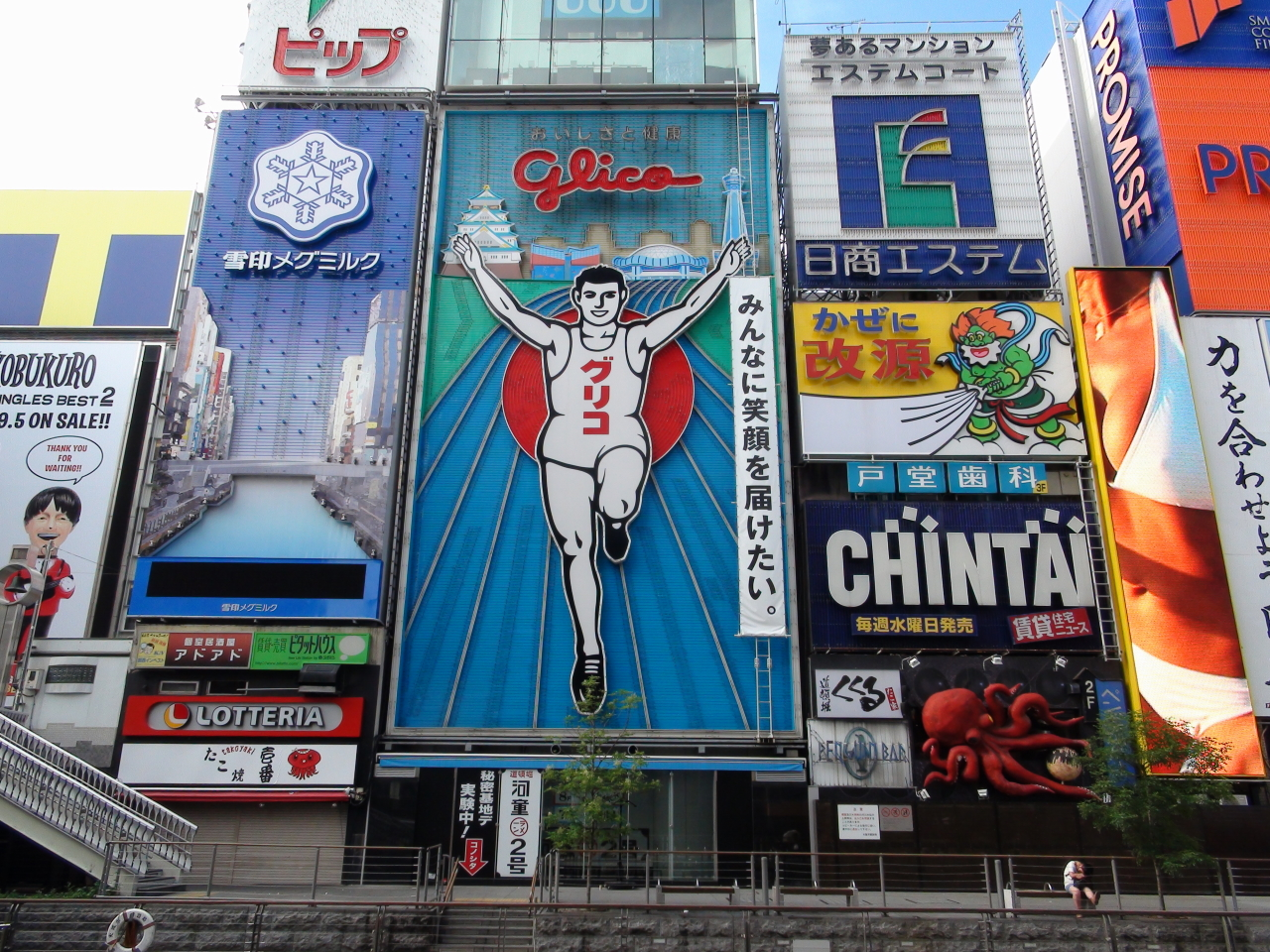
도톤보리의 글리코 네온

- 동북 프로즌
- 간사이 프로즌

## 생산 관계 회사
일본
- 센다이 글리코 주식회사
- 이바라키 글리코 주식회사
- 관동 글리코 주식회사
- 미에 글리코 주식회사
- 간사이 글리코 주식회사
- 고베 글리코 주식회사
- 돗토리 글리코 주식회사
- 큐슈 글리코 주식회사
- 글리코 치바 아이스크림 주식회사
- 글리코 효고 아이스크림 주식회사

해외
- 타이 글리코 (태국) - 1970년 설립 일본 최초로 해외 글리코 현지 법인
- 제너럴 비스킷 글리코 프랑스 (프랑스) - 포키의 유럽 버전 "MIKADO"를 제조 판매
- 상하이 에자키 글리코 식품 유한 공사 (중국 상하이)
- 미국 에자키 글리코 (미국)
- 글리코 캐나다 (캐나다)
- 글리코 해태 (한국) - 2013년 6월 4일부터 한국에서도 포키 생산을 도입하기 위해 합작법인으로 설립하였다.[2]

## 같이 보기
- 롯데 제과
- 메이지 제과
- 모리나가 제과